# Agrochola lychnidis
Agrochola lychnidis là một loài bướm đêm trong họ Noctuidae.

## Hình ảnh

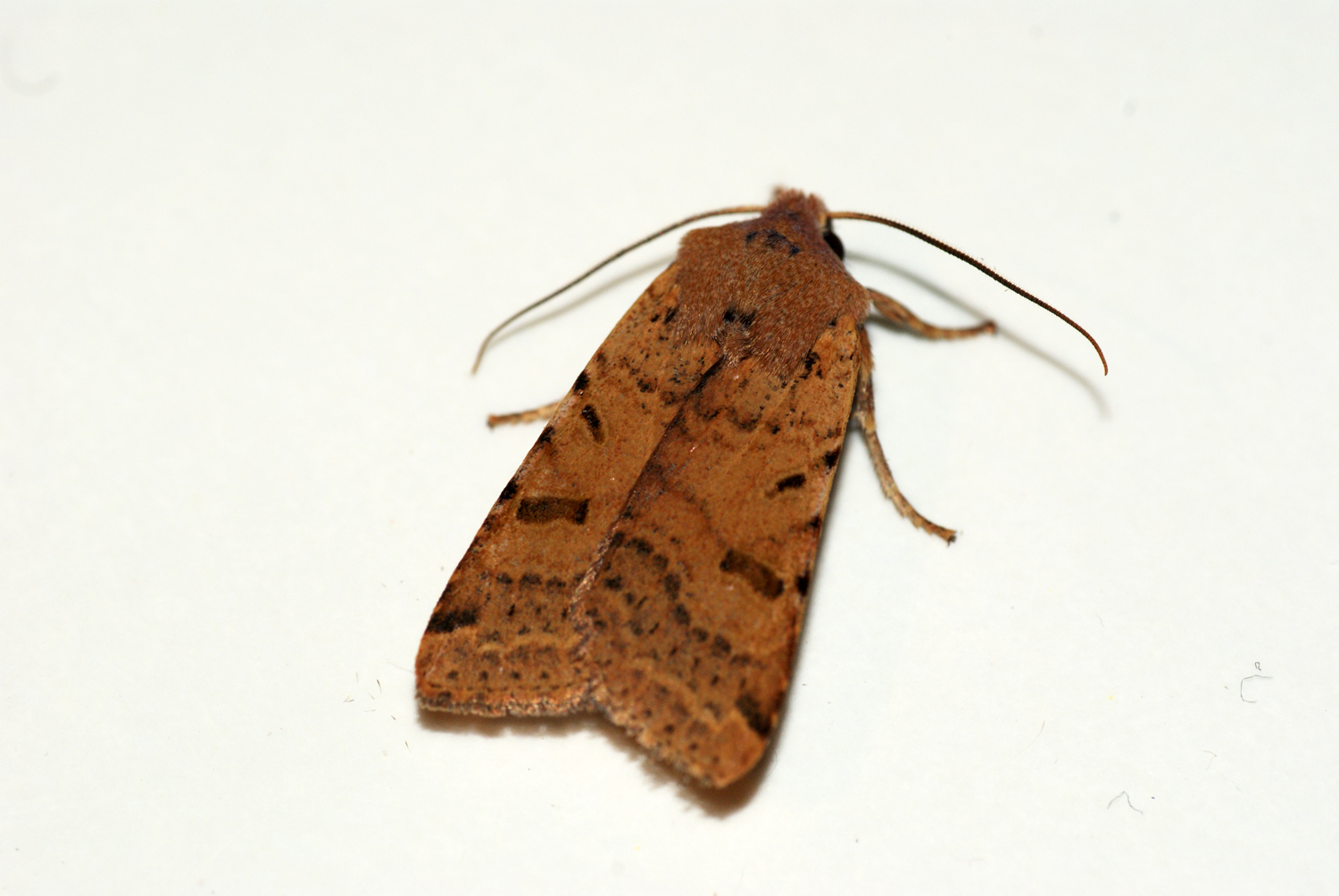
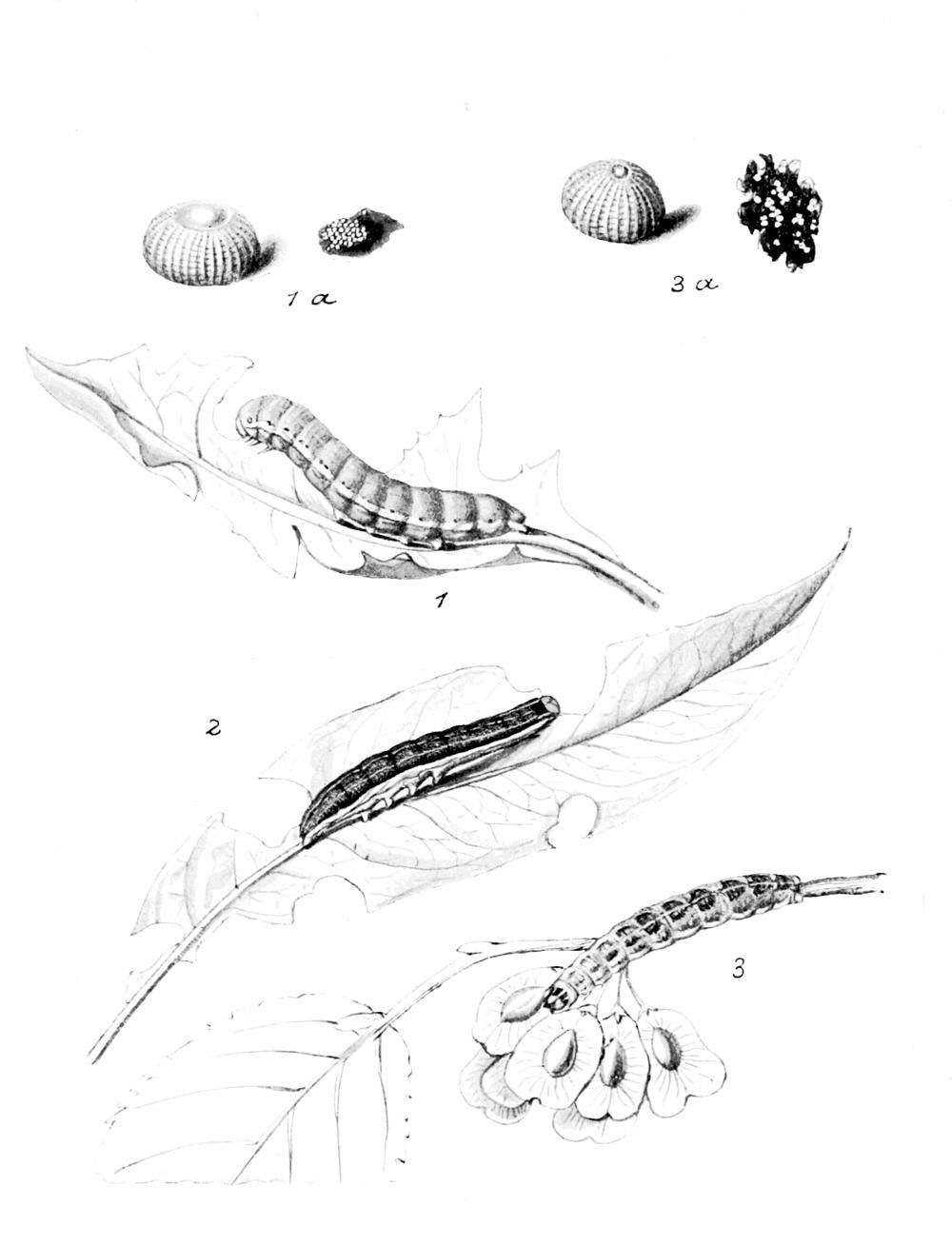
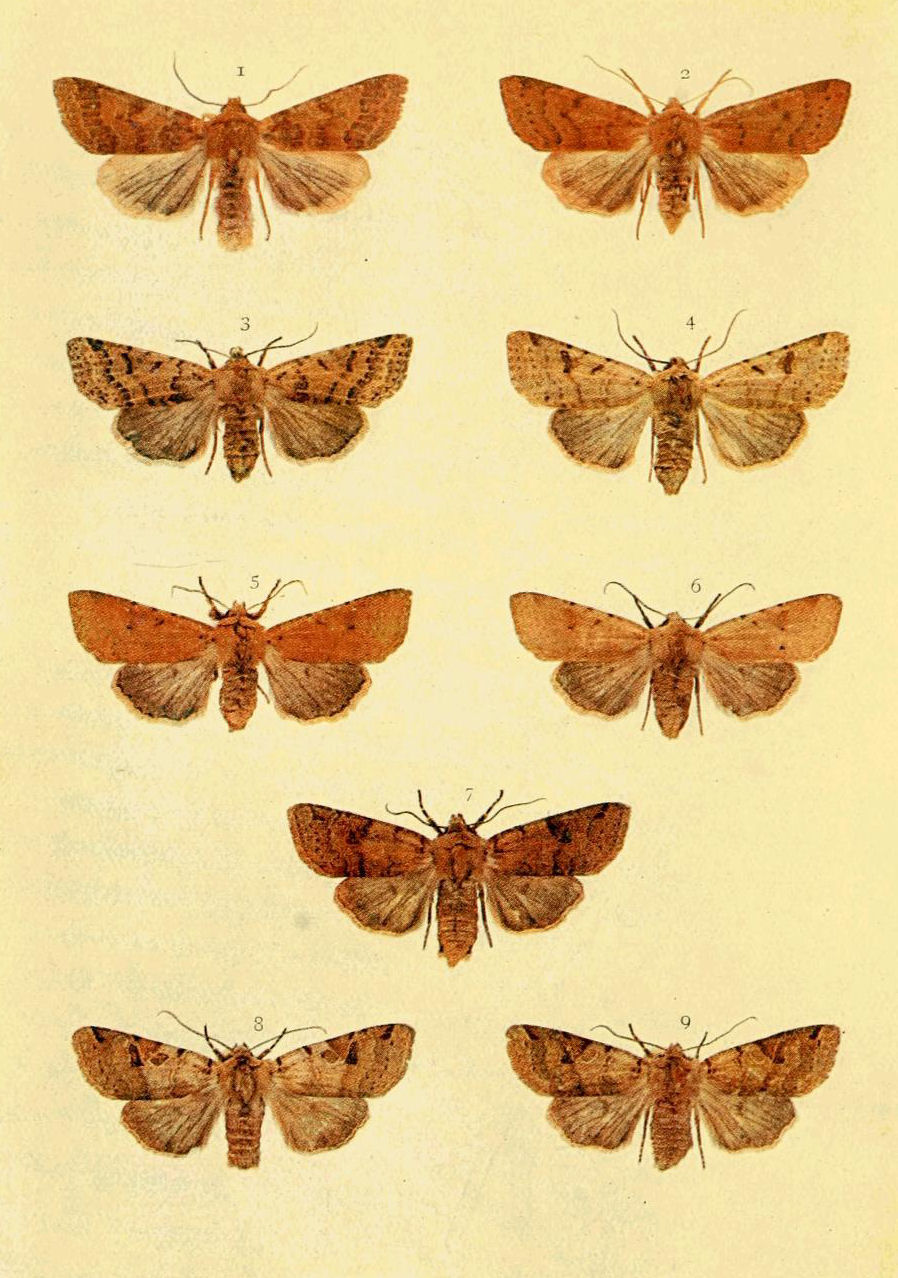